# Хектор Кастро
Хектор Кастро (Монтевидео, 29. новембар 1904 — Монтевидео, 15. септембар 1960) био је уругвајски фудбалер и тренер.

## Младост
Кастро је рођен у Монтевидеу. Када је имао 13 година, случајно је одрезао десну подлактицу док је користио електричну тестеру, што му је донело надимак Ел манцо (што значи "једноруки", или "осакаћени").

## Играчка каријера

### Каријера у клубовима
Кастро је каријеру започео 1923/24 са ФК Насионалом и био је први играч који је постигао гол на светском првенству у Уругвају. Са Насионалом је освојио три првенства Уругваја (1924, 1933, 1934), пре него што се повукао 1936.

#### Уругвајско првенство 1933.
Године 1933. на уругвајском првенству, играч Пењарола Браулио Кастро је постигао контраверзни гол у првенственој утакмици када је лопта изашла из игре, али се одбила ударајући у орман једног кинезиолога  и вратила у гомилу играча испред гола. Показало се да је то једини гол у игри, а играчи Насионала су то тешко поднели, па су тројица њихових играча избачена због напада на судију. Судија није могао да настави због повреде, па је један од помоћних судија ушао и одмах напустио утакмицу због лошег осветљења, после седамдесет минута.
После два месеца, 30. јула, Одбор лиге одлучио је да се гол поништи. Такође су одлучили да ће последњих двадесет минута бити одиграно на Стадиону Сентенарио, али иза затворених врата како би се избегла иста контраверза која је покренула првобитни сусрет. Меч је протекао иза затворених врата и није било голова у двадесетак минута и два продужетка, резултат је остао без голова. Навијачи Насионала игру памте као "9 према 11", јер је њихов тим одиграо преосталих 20 минута плус оба продужетка (укупно преко 80 минута) са девет играча.
Други плеј-оф, који се састојао од стандардног меча, након чега су још једном уследиле две сесије продужетка, одигран је 2. септембра, али још увек без решења.
Трећи плеј-оф је одигран 18. новембра, а Хектор Кастро је одиграо виталну улогу у овом мечу постигавши хет-трик који је два пута представљао изједначење, као и постизање победничког гола за Насионал, у победи над Пењаролом од 3: 2, што је на крају решило првенство Уругваја, скоро шест месеци након контраверзног првог плеј-офа. Овај контраверзни плеј-оф је такође значио да првенство Уругваја 1933. бизарно није завршено до новембра.

### Међународна каријера
Кастро је дебитовао за фудбалску репрезентацију Уругваја у новембру 1923. Последњи меч одиграо је за la Celeste у августу 1935. године одигравши 25 утакмица и постигавши 18 голова.

#### Олимпијске игре 1928. године
Играјући за Уругвај на Олимпијским играма 1928. године Кастро је освојио златну медаљу.

#### ФИФА Светско првенство 1930.
Кастров гол у финалу Светског првенства помогао је Уругвају да освоји прво ФИФА светско првенство 1930. године. Такође је на том турниру постигао и први гол уопште на Стадиону Сентенарио, против Перуа.

#### Првенство Јужне Америке
Кастро је играо у јужноамеричком првенству − победнички тимови 1926. и 1935.

#### Међународни голови
| #   | Датум               | Место                                            | Противник | Голови | Резултат | Такмичење                               |
| --- | ------------------- | ------------------------------------------------ | --------- | ------ | -------- | --------------------------------------- |
| 1.  | 25. новембар 1923.  | Estadio Pocitos, Montevideo, Uruguay             | Чиле      | 1–0    | 2–1      | пријатељска утакмица                    |
| 2.  | 8. децембар 1923.   | Estadio Racing Club, Buenos Aires, Argentina     | Аргентина | 1–1    | 3–2      | пријатељска утакмица                    |
| 3.  | 8. децембар 1923.   | Estadio Racing Club, Buenos Aires, Argentina     | Аргентина | 3–2    | 3–2      | пријатељска утакмица                    |
| 4.  | 17. октобар 1926.   | Estadio Sport de Ñuñoa, Santiago, Chile          | Чиле      | 2–0    | 3–1      | 1926 Јужноамеричко првенство            |
| 5.  | 24. октобар 1926.   | Estadio Sport de Ñuñoa, Santiago, Chile          | Аргентина | 2–0    | 2–0      | 1926 Јужноамеричко првенство            |
| 6.  | 1. новембар 1926.   | Estadio Sport de Ñuñoa, Santiago, Chile          | Парагвај  | 1–0    | 6–1      | 1926 Јужноамеричко првенство            |
| 7.  | 1. новембар 1926.   | Estadio Sport de Ñuñoa, Santiago, Chile          | Парагвај  | 2–0    | 6–1      | 1926 Јужноамеричко првенство            |
| 8.  | 1. новембар 1926.   | Estadio Sport de Ñuñoa, Santiago, Chile          | Парагвај  | 3–0    | 6–1      | 1926 Јужноамеричко првенство            |
| 9.  | 1. новембар 1926.   | Estadio Sport de Ñuñoa, Santiago, Chile          | Парагвај  | 5–1    | 6–1      | 1926 Јужноамеричко првенство            |
| 10. | 1. новембар 1927.   | Estadio Nacional, Lima, Peru                     | Перу      | 4–0    | 4–0      | 1927 Јужноамеричко првенство            |
| 11. | 6. новембар 1927.   | Estadio Nacional, Lima, Peru                     | Боливија  | 6–0    | 9–0      | 1927 Јужноамеричко првенство            |
| 12. | 10. децембар 1927.  | Viña del Mar, Chile                              | Чиле      | 2–2    | 3–2      | пријатељска утакмица                    |
| 13. | 3. јун 1928.        | Olympic Stadium, Amsterdam, Netherlands          | Немачка   | 1–0    | 4–1      | 1928 Олимпијада                         |
| 14. | 20. септембар 1929. | Estadio Gran Parque Central, Montevideo, Uruguay | Аргентина | 1–0    | 2–1      | 1929 Њутн такмичење (Аргентина:Уругвај) |
| 15. | 18. јул 1930.       | Estadio Centenario, Montevideo, Uruguay          | Перу      | 1–0    | 1–0      | 1930 FIFA Светско првенство             |
| 16. | 30. јул 1930.       | Estadio Centenario, Montevideo, Uruguay          | Аргентина | 4–2    | 4–2      | 1930 FIFA Светско првенство - финале    |
| 17. | 13. јануаар 1935.   | Estadio Nacional, Lima, Peru                     | Перу      | 1–0    | 1–0      | 1935 Јужноамеричко првенство            |
| 18. | 27. јануар 1935.    | Estadio Nacional, Lima, Peru                     | Аргентина | 1–0    | 3–0      | 1935 Јужноамеричко првенство            |

## Тренерска каријера
Након што се повукао као играч, Кастро је радио као фудбалски тренер у Насионалу. Освојио је првенство Уругваја 1940, 1941, 1942, 1943, и 1952. године.

## Каснији живот и смрт
Кастро је умро 1960. године, у 55. години, од срчаног удара.

## Титуле и награде

### Као играч
- ФИФА Светско првенство: 1930
- Олимпијске игре : 1928
- Амерички куп: 1926, 1935
- Првенство Уругваја: 1924, 1933, 1934

### Као тренер
- Првенство Уругваја: 1940, 1941, 1942, 1943, 1952

### Као помоћни тренер
- Првенство Уругваја: 1939

Кастро је био помоћни тренер Вилијаму Ресајду 1939. године, али је био тренер у финалу турнира те године. Био је и тренер Национала током свих пет година завршних утакмица Quinquenio de Oro.